# 新场乡 (峨边县)
新场乡，是中华人民共和国四川省乐山市峨边彝族自治县下辖的一个乡镇级行政单位。

## 行政区划
新场乡下辖以下地区：
新凤村、庞沟村、桃花村、星星村、羊子岩村和长虹村。